# Montezumavaktel
Montezumavaktel (Cyrtonyx montezumae) är en fågel i familjen tofsvaktlar inom ordningen hönsfåglar. Den förekommer huvudsakligen i Mexiko men även in i sydligaste USA i södra Arizona, New Mexico och Texas.

## Kännetecken

### Utseende
Montezumavakteln är en 20–21 cm rund vaktelliknande hönsfågel med kort stjärt, knubbig näbb och mycket karakteristisk huvudteckning. Hanen är clownlikt tecknad i svartvit i ansiktet. Undersidan är prydligt vitprickig på katanjebrun botten, medan ovansidan är bandad och streckad i beige. Honan är mer roströd i färgerna med otydligare huvudteckning. Fåglar i södra Mexiko (underartsgruppen eller egna arten sallei, se nedan) skiljer sig genom bronsbruna fläckar på nedre flankerna istället för vita, mindre och otydligare fläckar på ljusare botten på bröstsidorna samt breda streck men smala band ovan (omvänt hos nordligare fåglar).

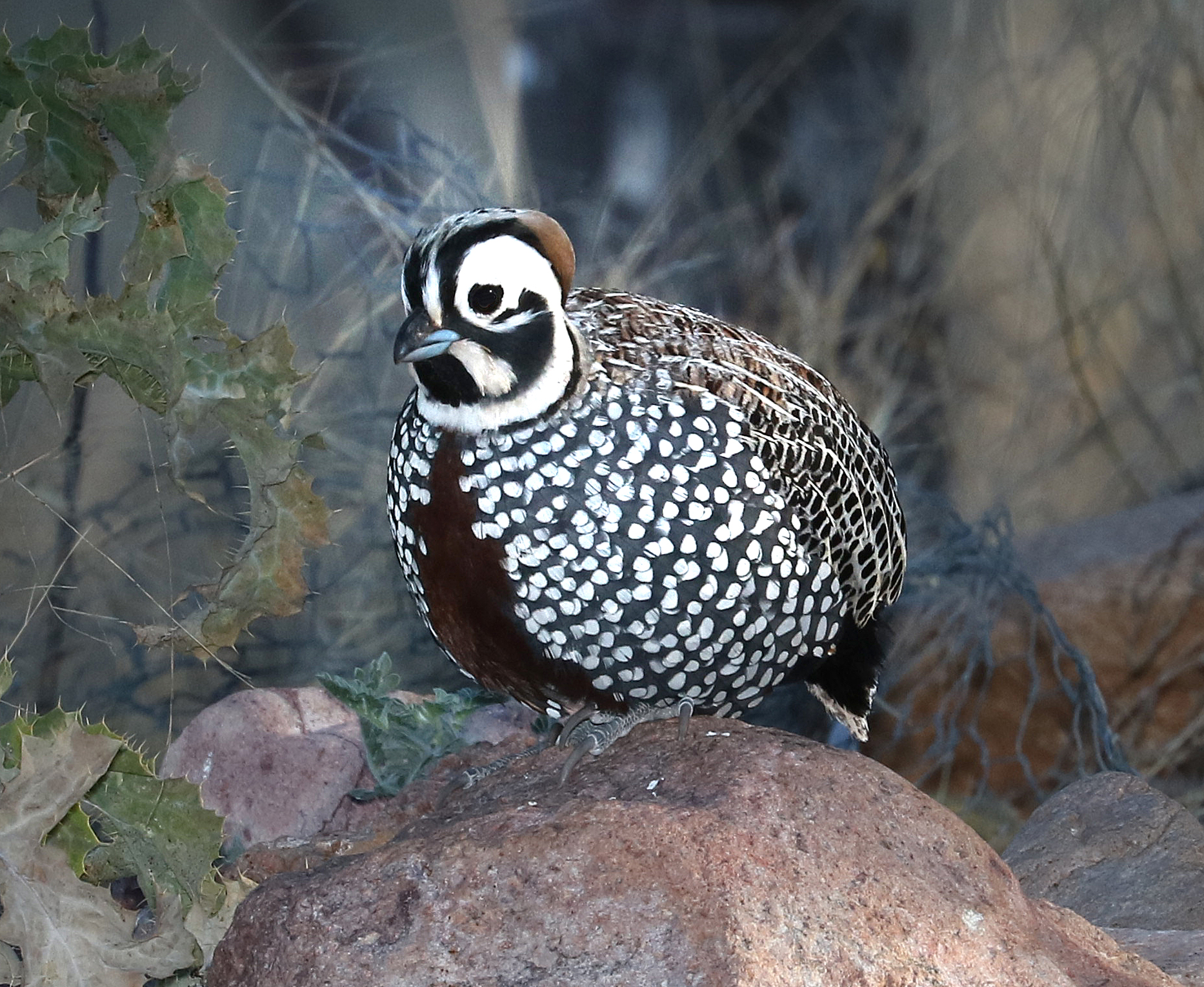
Hane.

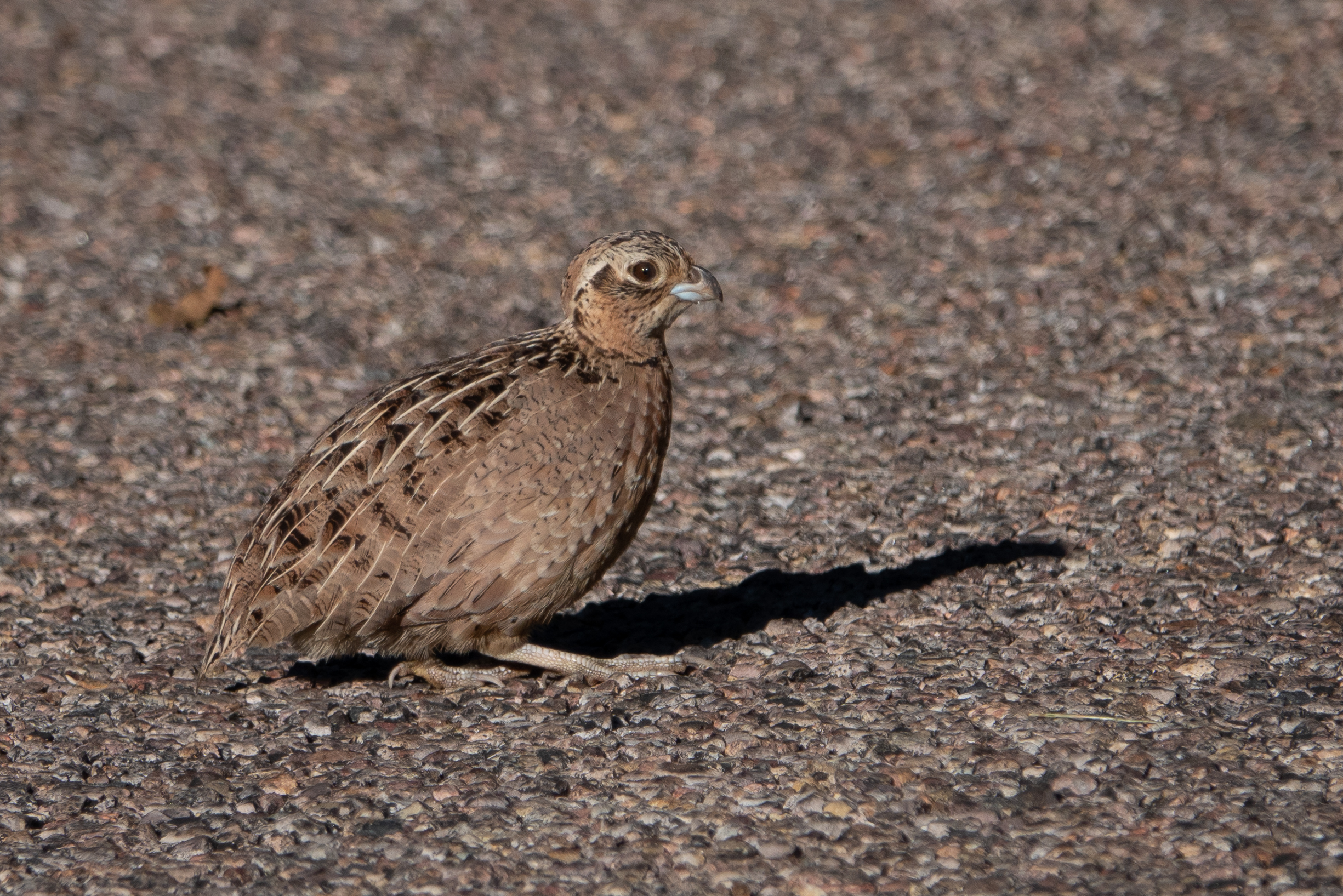
Hona.

### Läten
Hanens sång består av en melankolisk och vibrerande, fallande vissling. Även pipiga ljud kan höras.

## Utbredning och systematik
Montezumavaktel delas in i fem underarter med följande utbredning:
- montezumae-gruppen
  - Cyrtonyx montezumae mearnsi – förekommer i västra Texas till centrala Arizona och norra Mexiko (norra Coahuila)
  - Cyrtonyx montezumae montezumae – förekommer i östra Mexiko (Tamaulipas till Hidalgo, Puebla och Oaxaca)
  - Cyrtonyx montezumae merriami – förekommer i sydöstra Mexiko (Orizaba-området Veracruz)
- sallei-gruppen
  - Cyrtonyx montezumae sallei – förekommer i södra Mexiko (Michoacán till Guerrero och västra Oaxaca)
  - Cyrtonyx montezumae rowleyi – förekommer i södra Mexiko (Sierra de Miahuatlán i Guerrero och Oaxaca)

Underarten merriami inkluderas ofta i sallei.
Birdlife International och internationella naturvårdsunionen IUCN urskiljer underartsgruppen sallei/rowleyi som den egna arten "fläckbröstad vaktel" (Cyrtonyx sallei).

## Levnadssätt
Montezumavakteln förekommer i torra gräsmarker med inslag av ekar där den är mycket tillbakadragen och svår att få syn på. Den förekommer vanligen i par eller små familjegrupper. Födan består huvudsakligen av växtrötter, men även insekter efter säsong. I Arizona bildar den par mars–maj och häckning från slutet av juni till september i samband med sommarregnen.

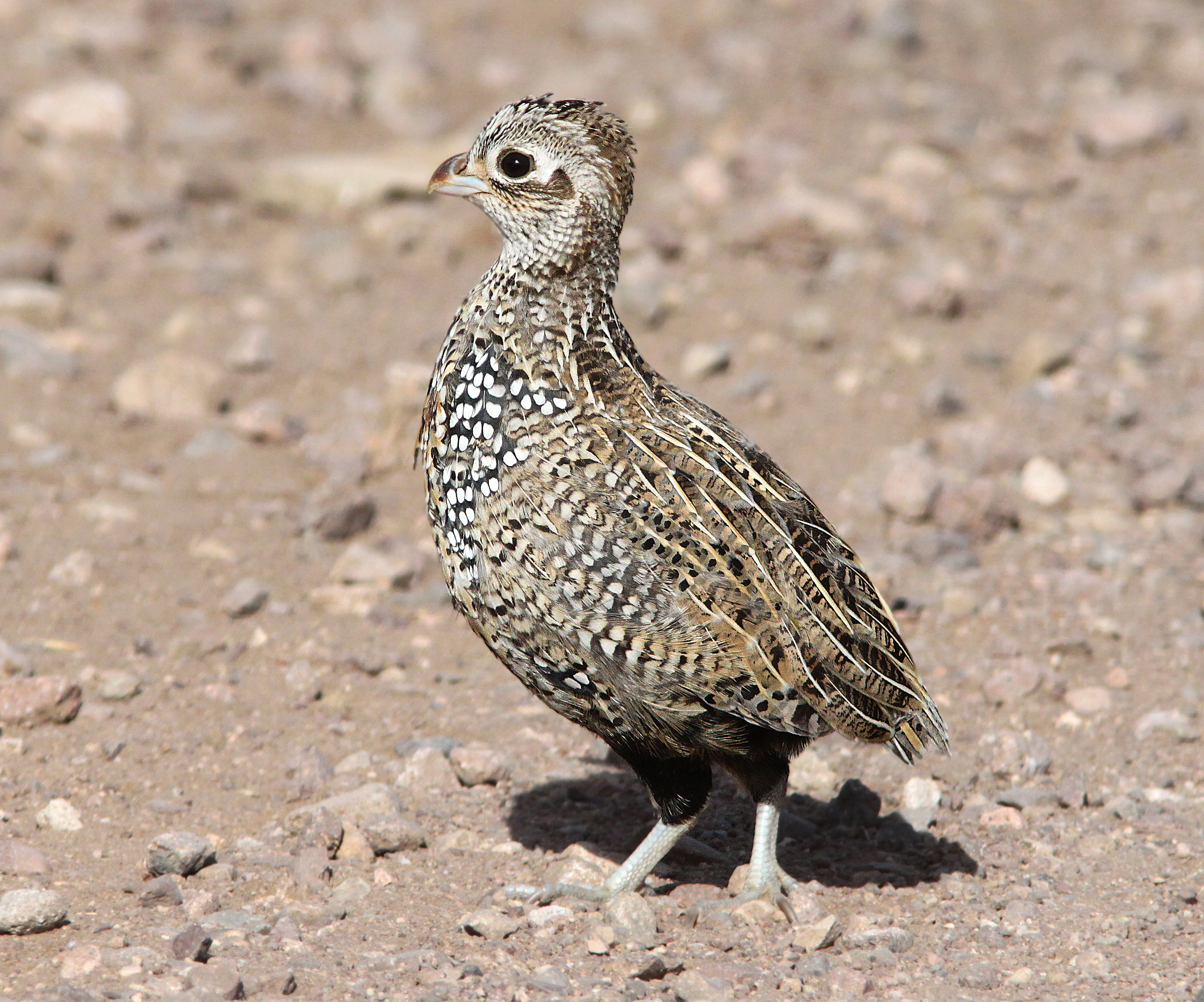
Ung hane.

## Status och hot
Internationella naturvårdsunionen IUCN hotbedömer sallei (inklusive rowleyi) samt montezumae i begränsad mening var för sig, sallei som nära hotad och montezumae som livskraftig.